# Авдеевская волость (Олонецкая губерния)
Авдеевская волость — историческая административно-территориальная единица (волость) в составе Пудожского уезда Олонецкой губернии Российской Империи и РСФСР. Волость состояла из населённых 50 пунктов. Волостное правление располагалось в селении Авдеевская.
Упразднена в 1927 году.
В настоящее время территория Авдеевской волости относится в основном к Пудожскому району Республики Карелия.

## География
Самым удалённым от волостного правления поселением было селение Падунская (40 вёрст).

## История
Декретом ВЦИК от 18 сентября 1922 года Олонецкая губерния была упразднена и волость включена в состав Карельской трудовой коммуны.
В ходе реформы административно-территориального деления СССР в 1927 году волость была упразднена, а её территория включена в Шальский район.

## Состав

### Сельские общества
В состав волости входили сельские общества, включающие 50 деревень:
- Бураковское общество
- Костинское общество
- Мелентьевское общество
- Перх-Наволоцкое общество
- Тубозерское общество

### Насёленные пункты
| Бураковское общество                 |       |         |       |                   |
| Поселение                            | Семей | Человек | До ВП | Школа             |
| Бураковская при озере Купецком       | 38    | 185     | 3     | Есть              |
| Кисляковская при озере Купецком!     | 17    | 92      | 3     | В смежном селении |
| Новинская при озере Купецком         | 4     | 25      | 3     | В смежном селении |
| Лядинская при реке Шалице            | 22    | 162     | 4     | В 1 версте        |
| Роймовская при реке Шалице           | 3     | 22      | 4     | В 1 версте        |
| Сарозеро при озере Сарозере          | 7     | 54      | 15    | В 15 верстах      |
| Ижгорская при озере Тягозере         | 20    | 120     | 12    | В 7 верстах       |
| Коппалозерская при озере Коппалозере | 7     | 56      | 21    | В 20 верстах      |
| Итого                                | 118   | 716     |       | 1                 |

| Костинское общество                |       |         |       |                   |
| Поселение                          | Семей | Человек | До ВП | Школа             |
| Харинская при Онежском озере       | 20    | 144     | 25    | Есть              |
| Креж Правосудов при Онежском озере | 23    | 152     | 25    | В смежном селении |
| Костинская при Онежском озере      | 67    | 391     | 25    | В смежном селении |
| Концовская при Онежском озере      | 21    | 140     | 26    | В 1 версте        |
| Сиверская при Онежском озере       | 44    | 285     | 27    | В 1 версте        |
| Ялганд сельга при Онежском озере   | 15    | 112     | 33    | В 7 верстах       |
| Падунская при реке Тубе            | 1     | 10      | 40    | В 6 верстах       |
| Итого                              | 191   | 1234    |       | 1                 |

| Мелентьевское общество           |       |         |       |                |
| Поселение                        | Семей | Человек | До ВП | Школа          |
| Авдеевская при озере Купецком    | 33    | 173     | 0     | В 2 верстах    |
| Воробьевская при озере Купецком  | 17    | 109     | 1     | В 2 верстах    |
| Загубская при озере Купецком     | 8     | 42      | 1     | В 1 версте     |
| Мелентьевская при озере Купецком | 29    | 207     | 2     | Есть           |
| Ручьевская при озере Купецком    | 12    | 53      | 3     | В 1 версте     |
| Тарасогорская при озере Купецком | 1     | 6       | 3,5   | В 1,25 верстах |
| Ананьинская при озере Купецком   | 10    | 51      | 4     | В 1,75 верстах |
| Ергачевская при озере Купецком   | 2     | 16      | 4,5   | В 2,25 верстах |
| Климовская при озере Купецком    | 23    | 137     | 0     | В 2,25 верстах |
| Михалевская при озере Купецком   | 6     | 40      | 4,5   | В 2,25 верстах |
| Алексеевская при озере Купецком  | 20    | 122     | 4,5   | В 2,25 верстах |
| Кильповская при озере Купецком   | 14    | 91      | 5,5   | В 3,5 верстах  |
| Маткажа при озере Купецком       | 12    | 81      | 8,5   | В 6,5 верстах  |
| Келаревская при озере Купецком   | 10    | 63      | 3     | В 1 версте     |
| Итого                            | 197   | 1191    |       | 1              |

| Перх-Наволоцкое общество        |       |         |       |             |
| Поселение                       | Семей | Человек | До ВП | Школа       |
| Никитинская при реке Шалице     | 7     | 59      | 11    | В 5 верстах |
| Петрушевская при реке Шалице    | 14    | 105     | 15    | В 9 верстах |
| Уной-Губская при Онежском озере | 5     | 39      | 18    | В 8 верстах |
| Чажва при Онежском озере        | 19    | 109     | 16    | Есть        |
| Перх-Наволок при Онежском озере | 12    | 68      | 17    | В 1 версте  |
| Мар-Наволок при Онежском озере  | 34    | 188     | 22    | Есть        |
| Лук-Остров при Онежском озере   | 11    | 65      | 25    | В 3 верстах |
| Итого                           | 102   | 633     |       | 2           |

| Тубозерское общество               |       |         |       |              |
| Поселение                          | Семей | Человек | До ВП | Школа        |
| Кипров Наволок при озере Рындозере | 4     | 31      | 20    | В 10 верстах |
| Слободина гора при озере Рындозере | 4     | 28      | 21    | В 11 верстах |
| Балдина гора при озере Рындозере   | 14    | 86      | 21    | Есть         |
| Нефедовская при озере Рындозере    | 13    | 64      | 21    | В 11 верстах |
| Наволок при озере Тубозере         | 13    | 90      | 15    | Есть         |
| Спировская при озере Тубозере      | 3     | 15      | 15    | В 0,5 версты |
| Загубская при озере Тубозере       | 5     | 33      | 15    | В 0,5 версты |
| Мишутина гора при озере Тубозере   | 5     | 21      | 17    | В 0,5 версты |
| Гаршина гора при озере Тубозере    | 2     | 35      | 17    | В 0,5 версты |
| Филина гора при озере Тубозере     | 6     | 37      | 17    | В 0,5 версты |
| Островская при озере Тубозере      | 1     | 5       | 19    | В 2 верстах  |
| Беляева гора при озере Тубозере    | 4     | 23      | 20    | В 3 верстах  |
| Верхняя Туба при реке Тубе         | 13    | 60      | 35    | В 8 верстах  |
| Нижняя Туба при реке Тубе          | 9     | 40      | 35    | В 8 верстах  |
| Итого                              | 96    | 568     |       | 2            |

## Население
На 1890 год численность населения волости составляла 3945 человек.
На 1905 год численность населения волости составляла 4342 человека. Из них мужчин 2165, женщин 2177. Крестьян среди них 4272 (2137 муж / 2135 жен), некрестьянского населения 4272 (28 муж / 42 жен).
Самое многочисленное селение — Костинская (391 житель), самое малолюдное — Островская (5 жителей).

## Инфраструктура
Личное подсобное хозяйство с зоной сельскохозяйственного использования, индивидуальная застройка усадебного типа. На 1905 год в волости насчитывалось 641 дом. В среднем на каждый крестьянский дом (семью) приходилось по 6,7 (6,2) человек..
Основа экономики — сельское хозяйство. На 1905 год в волости насчитывалось 882 лошади, 1519 коров и 1681 голова прочего скота.
В волости в 1905 году было 7 школ в селениях Бураковская, Харинская, Мелентьевская, Чажва, Мар-Наволок, Балдина гора и Наволок. В среднем на 620 человек приходилась 1 школа. Дальше всего до школы было добираться из селения Коппалозерская (20 вёрст). В пределах пяти вёрст от ближайшей школы находилось 36 поселений общей численностью 3483 жителя (80,22 %).